# Roller Novara
Il Roller Novara, noto anche come Roller 3000 tra 2008 e 2011, è stato una società italiana di hockey su pista con sede a Novara, attiva dal 1998 al 2013.
Nel 2012, dopo aver avviato senza successo un discorso di rinascita dell’Hockey Novara, il sodalizio cambiò la propria denominazione in A.S.D. Hockey Novara per una singola stagione sportiva, terminando l'attività nel 2013. Nel novembre dello stesso anno nacque un nuovo club con il nome di Azzurra Hockey Novara.

## Storia
Il Roller Novara fu fondato nel 1998. Nel Club novarese, che conquistò la Serie A1 e in tre occasioni si qualificò per la coppa CERS, militarono diversi giocatori quali i fratelli Motaran, Squeo, lo svizzero Desponds, Perin e Amato. A livello giovanile il Roller Novara vinse 1 campionato Juniores (2002-2003), 1 coppa Italia Under 23 (2002-2003) e 1 coppa Italia Allievi (2003-2004).
Alcuni anni dopo nacque il Roller 3000 da un'idea di Erasmo Marcon, ex giocatore del glorioso Hockey Novara anni settanta e poi allenatore del Roller Novara, che ricoprì il ruolo di presidente-allenatore fino al 2012.
Nel corso del campionato di serie A2 2010-2011 al Roller 3000 arrivarono lo sponsor Effenbert e il noleggio del marchio storico dell'Hockey Novara. La squadra da allora giocò in maglia azzurra e assunse la denominazione di Roller Effenbert Hockey Novara.
Al termine della stagione 2011-2012 il Roller Effenbert Hockey Novara conquistò la serie A1. Successivamente cercò di legare la propria storia con quella del glorioso Hockey Novara ma, dato che l'operazione si rivelò più complicata del previsto, la società decise di iscriversi al campionato di serie A1 sfruttando ugualmente il nome Hockey Novara e il colore azzurro delle maglie, ma con un nuovo logo in cui comparivano chiaramente le iniziali della nuova società A.S.D. Hockey Novara.
Dopo aver terminato al sesto posto la stagione 2012-2013, a causa di instabilità societaria e problemi economici l'A.S.D. Hockey Novara rinunciò alla partecipazione in coppa CERS e in seguito anche al campionato di serie A1 2013-2014. Non iscritto nemmeno alla serie B, dopo le dimissioni di gran parte della dirigenza terminò l'attività.

## Cronistoria
| Cronistoria del Roller Novara |
| --- |
| - 1998 - Fondazione del Roller Novara. - 1998-1999 - Serie B. Promosso in Serie A2 - 1999-2000 - 6º in Serie A2 girone A - 2000-2001 - 5º in Serie A2 girone A - 2001-2002 - 3º in Serie A2 girone A - 2002-2003 - 2º in Serie A2. Promosso in Serie A1 - 2003-2004 - 4º in Serie A1, eliminato ai quarti di finale dei play-off scudetto - 2004-2005 - 4º in Serie A1, eliminato ai quarti di finale dei play-off scudetto Eliminato ai quarti di finale della Coppa CERS. - 2005-2006 - 6º in Serie A1, eliminato ai quarti di finale dei play-off scudetto - 2006-2007 - 13º in Serie A1. Retrocesso in Serie A2 Rinuncia alla serie A2 e riparte dalla serie B. - 2007-2008 - Serie B. - 2008 - Viene rifondato e assume la denominazione di Roller 3000. - 2008-2009 - Serie B. Viene ripescato in serie A2. - 2009-2010 - 6º in Serie A2 - 2010-2011 - 2º in Serie A2, eliminato ai quarti di finale dei play-off promozione Da gennaio 2011 assume la denominazione di Roller Effenbert Hockey Novara. - 2011-2012 - 2º in Serie A2, finalista dei play-off promozione. Promosso in Serie A1 - 2012 - Assume la denominazione di A.S.D. Hockey Novara. - 2012-2013 - 6º in Serie A1, eliminato ai quarti di finale dei play-off scudetto. - 2013 - Termina l'attività sportiva e si scioglie. |

## Strutture di gioco
L'impianto si presenta come una struttura coperta realizzata appositamente per ospitare partite di hockey pista, tribune distribuite su tre lati che permettono di raggiungere una capienza di 2500 posti a sedere. Sotto alle tribune sono presenti quattro palestre utilizzate per pugilato, arti marziali e altre attività.
Nel corso degli anni la struttura ha subito diverse ristrutturazioni. In particolare nel 1984 in occasione dei Mondiali di hockey pista di Novara è stato rifatto il parquet della pista utilizzando un legno speciale proveniente dal Mozambico.

## Società

### Presidenti
Alla presidenza del Roller Effenbert Hockey Novara e dell'A.S.D. Hockey Novara si susseguirono Gianfranco Giuratrabocchetti (al posto dell'allenatore Erasmo Marcon) e Davide Nardi. Successivamente il posto rimase vacante fino a quando la società annunciò il nome del nuovo presidente il 2 marzo 2013: Nicola Ricci.
Si riporta di seguito l'elenco dei presidenti del Roller Effenbert Hockey Novara e dell'A.S.D. Hockey Novara.
- 2010-2011  Erasmo Marcon e  Gianfranco Giuratrabocchetti
- 2011-2012(1)  Gianfranco Giuratrabocchetti e  Davide Nardi

A.S.D. Hockey Novara:
- 2012-2013(1)  Nicola Ricci

(1) Si susseguono Giuratrabocchetti, Nardi e Ricci

### Allenatori
Si riporta di seguito l'elenco degli allenatori durante il periodo di militanza al Roller Effenbert Hockey Novara e all'A.S.D. Hockey Novara.
- 2010-2012  Erasmo Marcon

A.S.D. Hockey Novara:
- 2012-2013(1)  Erasmo Marcon e  Mario Ferrari

(1) Prima della giornata nr. 21 Erasmo Marcon lascia l'incarico a Mario Ferrari

## Statistiche

### Partecipazioni ai campionati
| Livello | Categoria | Partecipazioni | Debutto   | Ultima stagione | Totale |
| ------- | --------- | -------------- | --------- | --------------- | ------ |
| 1º      | Serie A1  | 5              | 2003-2004 | 2012-2013       | 5      |
| 2º      | Serie A2  | 7              | 1999-2000 | 2011-2012       | 7      |
| 3º      | Serie B   | 3              | 1998-1999 | 2008-2009       | 3      |

### Partecipazioni alle coppe europee
| Competizione | Partecipazioni | Debutto   | Ultima stagione | Miglior risultato              |
| ------------ | -------------- | --------- | --------------- | ------------------------------ |
| Coppa CERS   | 2              | 2004-2005 | 2005-2006       | Quarti di finale nel 2004-2005 |